# Adolf Tortilowicz von Batocki-Friebe

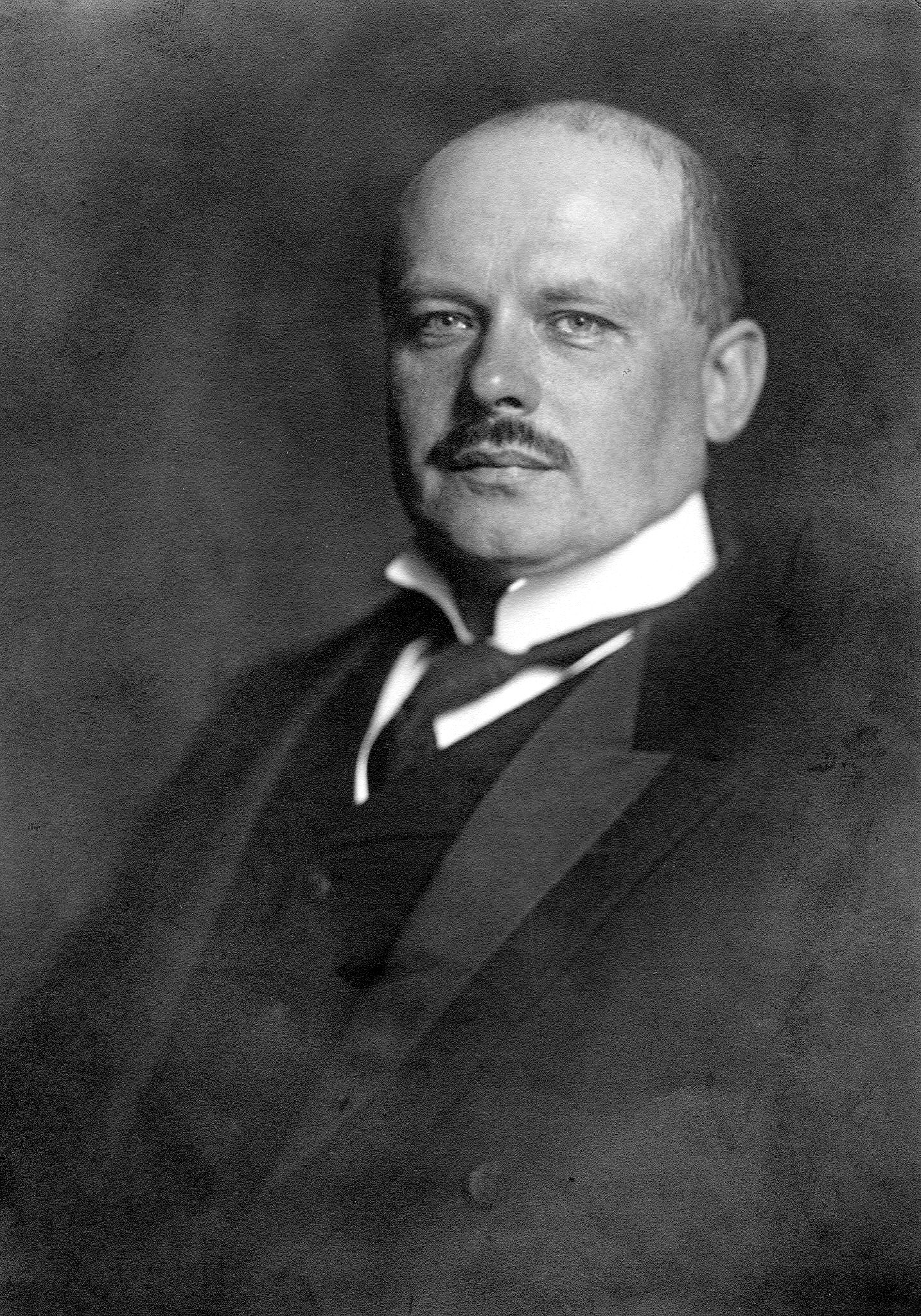
Adolf Tortilowicz von Batocki-Friebe, 1914.

Adolf Tortilowicz von Batocki-Friebe, född 31 juli 1868 i närheten av Cranz vid Königsberg, död 22 maj 1944 i närheten av Cranz, var en preussisk ämbetsman.
Från 1894 innehade han olika ämbeten i Ostpreussen, var en tid lantråd i kretsen Fischhausen och blev 1914 överpresident i Ostpreussen. Han tilldrog sig uppmärksamhet genom sitt energiska arbete för provinsens ekonomiska återuppryckning efter de ryska härjningarna och utsågs därför 1916 till president i det under första världskriget upprättade livsmedelsministeriet (Kriegsernährungsamt), vilket ämbete han med kraft och framgång under svåra förhållanden förvaltade intill 1917. Han var 1918 ånyo överpresident i Ostpreussen och rikskommissarie för återuppbyggnadsarbetet till oktober 1921. Han blev 1919 honorarprofessor i nationalekonomi vid Königsbergs universitet.